# جليان (مقاطعة فسا)
جليان (بالفارسية: جلیان) هي قرية تقع في Now Bandegan District في إيران. يقدر عدد سكانها بـ 1,735 نسمة .